# Liste des titres musicaux numéro un au Royaume-Uni en 2007
Cette page liste les titres classés no 1 des ventes de disques au Royaume-Uni pour l'année 2007 selon The Official Charts Company. 
Les classements hebdomadaires sont issus des 100 meilleures ventes de singles (UK Singles Chart) et des 100 meilleures ventes d'albums (UK Albums Chart). Ils prennent en compte les ventes physiques et digitales. Ils sont dévoilés le dimanche.

## Classement des singles
| №  | Date         | Artiste                                           | Titre                           | Référence |
| -- | ------------ | ------------------------------------------------- | ------------------------------- | --------- |
| 1  | 7 janvier    | Leona Lewis                                       | A Moment Like This              |           |
| 2  | 14 janvier   | Leona Lewis                                       | A Moment Like This              |           |
| 3  | 21 janvier   | Mika                                              | Grace Kelly                     |           |
| 4  | 28 janvier   | Mika                                              | Grace Kelly                     |           |
| 5  | 4 février    | Mika                                              | Grace Kelly                     |           |
| 6  | 11 février   | Mika                                              | Grace Kelly                     |           |
| 7  | 18 février   | Mika                                              | Grace Kelly                     |           |
| 8  | 25 février   | Kaiser Chiefs                                     | Ruby                            |           |
| 9  | 4 mars       | Take That                                         | Shine                           |           |
| 10 | 11 mars      | Take That                                         | Shine                           |           |
| 11 | 18 mars      | Sugababes vs. Girls Aloud                         | Walk This Way                   |           |
| 12 | 25 mars      | The Proclaimers feat. Peter Kay & Matt Lucas      | I'm Gonna Be (500 Miles)        |           |
| 13 | 1er avril    | The Proclaimers feat. Peter Kay & Matt Lucas      | I'm Gonna Be (500 Miles)        |           |
| 14 | 8 avril      | The Proclaimers feat. Peter Kay & Matt Lucas      | I'm Gonna Be (500 Miles)        |           |
| 15 | 15 avril     | Timbaland feat. Nelly Furtado & Justin Timberlake | Give It to Me                   |           |
| 16 | 22 avril     | Beyoncé & Shakira                                 | Beautiful Liar                  |           |
| 17 | 29 avril     | Beyoncé & Shakira                                 | Beautiful Liar                  |           |
| 18 | 6 mai        | Beyoncé & Shakira                                 | Beautiful Liar                  |           |
| 19 | 13 mai       | McFly                                             | Baby's Coming Back/Transylvania |           |
| 20 | 20 mai       | Rihanna feat. Jay-Z                               | Umbrella                        |           |
| 21 | 27 mai       | Rihanna feat. Jay-Z                               | Umbrella                        |           |
| 22 | 3 juin       | Rihanna feat. Jay-Z                               | Umbrella                        |           |
| 23 | 10 juin      | Rihanna feat. Jay-Z                               | Umbrella                        |           |
| 24 | 17 juin      | Rihanna feat. Jay-Z                               | Umbrella                        |           |
| 25 | 24 juin      | Rihanna feat. Jay-Z                               | Umbrella                        |           |
| 26 | 1er juillet  | Rihanna feat. Jay-Z                               | Umbrella                        |           |
| 27 | 8 juillet    | Rihanna feat. Jay-Z                               | Umbrella                        |           |
| 28 | 15 juillet   | Rihanna feat. Jay-Z                               | Umbrella                        |           |
| 29 | 22 juillet   | Rihanna feat. Jay-Z                               | Umbrella                        |           |
| 30 | 29 juillet   | Timbaland feat. Keri Hilson & D.O.E. (en)         | The Way I Are                   |           |
| 31 | 5 août       | Timbaland feat. Keri Hilson & D.O.E. (en)         | The Way I Are                   |           |
| 32 | 12 août      | Robyn & Kleerup                                   | With Every Heartbeat            |           |
| 33 | 19 août      | Kanye West                                        | Stronger                        |           |
| 34 | 26 août      | Kanye West                                        | Stronger                        |           |
| 35 | 2 septembre  | Sean Kingston                                     | Beautiful Girls                 |           |
| 36 | 9 septembre  | Sean Kingston                                     | Beautiful Girls                 |           |
| 37 | 16 septembre | Sean Kingston                                     | Beautiful Girls                 |           |
| 38 | 23 septembre | Sean Kingston                                     | Beautiful Girls                 |           |
| 39 | 30 septembre | Sugababes                                         | About You Now                   |           |
| 40 | 7 octobre    | Sugababes                                         | About You Now                   |           |
| 41 | 14 octobre   | Sugababes                                         | About You Now                   |           |
| 42 | 21 octobre   | Sugababes                                         | About You Now                   |           |
| 43 | 28 octobre   | Leona Lewis                                       | Bleeding Love                   |           |
| 44 | 4 novembre   | Leona Lewis                                       | Bleeding Love                   |           |
| 45 | 11 novembre  | Leona Lewis                                       | Bleeding Love                   |           |
| 46 | 18 novembre  | Leona Lewis                                       | Bleeding Love                   |           |
| 47 | 25 novembre  | Leona Lewis                                       | Bleeding Love                   |           |
| 48 | 2 décembre   | Leona Lewis                                       | Bleeding Love                   |           |
| 49 | 9 décembre   | Leona Lewis                                       | Bleeding Love                   |           |
| 50 | 16 décembre  | Katie Melua & Eva Cassidy                         | What a Wonderful World          |           |
| 51 | 23 décembre  | Leon Jackson                                      | When You Believe                |           |
| 52 | 30 décembre  | Leon Jackson                                      | When You Believe                |           |

## Classement des albums
| №  | Date         | Artiste               | Titre                               | Référence |
| -- | ------------ | --------------------- | ----------------------------------- | --------- |
| 1  | 7 janvier    | Take That             | Beautiful World                     |           |
| 2  | 14 janvier   | Amy Winehouse         | Back to Black                       |           |
| 3  | 21 janvier   | Amy Winehouse         | Back to Black                       |           |
| 4  | 28 janvier   | The View              | Hats Off to the Buskers             |           |
| 5  | 4 février    | Norah Jones           | Not Too Late                        |           |
| 6  | 11 février   | Mika                  | Life in Cartoon Motion              |           |
| 7  | 18 février   | Mika                  | Life in Cartoon Motion              |           |
| 8  | 25 février   | Amy Winehouse         | Back to Black                       |           |
| 9  | 4 mars       | Kaiser Chiefs         | Yours Truly, Angry Mob              |           |
| 10 | 11 mars      | Kaiser Chiefs         | Yours Truly, Angry Mob              |           |
| 11 | 18 mars      | Ray Quinn             | Doing It My Way                     |           |
| 12 | 25 mars      | Take That             | Beautiful World                     |           |
| 13 | 1er avril    | Take That             | Beautiful World                     |           |
| 14 | 8 avril      | Kings of Leon         | Because of the Times                |           |
| 15 | 15 avril     | Kings of Leon         | Because of the Times                |           |
| 16 | 22 avril     | Avril Lavigne         | The Best Damn Thing                 |           |
| 17 | 29 avril     | Arctic Monkeys        | Favourite Worst Nightmare           |           |
| 18 | 6 mai        | Arctic Monkeys        | Favourite Worst Nightmare           |           |
| 19 | 13 mai       | Arctic Monkeys        | Favourite Worst Nightmare           |           |
| 20 | 20 mai       | Linkin Park           | Minutes to Midnight                 |           |
| 21 | 27 mai       | Maroon 5              | It Won't Be Soon Before Long        |           |
| 22 | 3 juin       | Maroon 5              | It Won't Be Soon Before Long        |           |
| 23 | 10 juin      | Rihanna               | Good Girl Gone Bad                  |           |
| 24 | 17 juin      | Traveling Wilburys    | The Traveling Wilburys Collection   |           |
| 25 | 24 juin      | The White Stripes     | Icky Thump                          |           |
| 26 | 1er juillet  | Editors               | An End Has a Start                  |           |
| 27 | 8 juillet    | The Chemical Brothers | We Are the Night                    |           |
| 28 | 15 juillet   | The Enemy             | We'll Live and Die in These Towns   |           |
| 29 | 22 juillet   | Paul Potts            | One Chance                          |           |
| 30 | 29 juillet   | Paul Potts            | One Chance                          |           |
| 31 | 5 août       | Paul Potts            | One Chance                          |           |
| 32 | 12 août      | Kate Nash             | Made of Bricks                      |           |
| 33 | 19 août      | Elvis Presley         | The King                            |           |
| 34 | 26 août      | Newton Faulkner       | Hand Built By Robots                |           |
| 35 | 2 septembre  | Newton Faulkner       | Hand Built By Robots                |           |
| 36 | 9 septembre  | Hard-Fi               | Once Upon a Time in the West        |           |
| 37 | 16 septembre | Kanye West            | Graduation                          |           |
| 38 | 23 septembre | James Blunt           | All the Lost Souls                  |           |
| 39 | 30 septembre | Foo Fighters          | Echoes, Silence, Patience and Grace |           |
| 40 | 7 octobre    | Bruce Springsteen     | Magic                               |           |
| 41 | 14 octobre   | Sugababes             | Change                              |           |
| 42 | 21 octobre   | Stereophonics         | Pull the Pin                        |           |
| 43 | 28 octobre   | The Hoosiers          | The Trick to Life                   |           |
| 44 | 4 novembre   | Eagles                | Long Road Out of Eden               |           |
| 45 | 11 novembre  | Westlife              | Back Home                           |           |
| 46 | 18 novembre  | Leona Lewis           | Spirit                              |           |
| 47 | 25 novembre  | Leona Lewis           | Spirit                              |           |
| 48 | 2 décembre   | Leona Lewis           | Spirit                              |           |
| 49 | 9 décembre   | Leona Lewis           | Spirit                              |           |
| 50 | 16 décembre  | Leona Lewis           | Spirit                              |           |
| 51 | 23 décembre  | Leona Lewis           | Spirit                              |           |
| 52 | 30 décembre  | Leona Lewis           | Spirit                              |           |

## Meilleures ventes de l'année
| Singles | Albums |
| --- | --- |
| 1. Leona Lewis – Bleeding Love 2. Rihanna feat. Jay-Z - Umbrella 3. Mika – Grace Kelly 4. Leon Jackson - When You Believe 5. Take That - Rule the World 6. Sugababes - About You Now 7. Timbaland feat. Keri Hilson - The Way I Are 8. The Proclaimers feat. Peter Kay & Matt Lucas - I'm Gonna Be (500 Miles) 9. Mark Ronson feat. Amy Winehouse - Valerie 10. Kaiser Chiefs – Ruby | 1. Amy Winehouse – Back to Black 2. Leona Lewis - Spirit 3. Mika - Life in Cartoon Motion 4. Take That - Beautiful World 5. Westlife - Back Home 6. Eagles - Long Road Out of Eden 7. Kaiser Chiefs - Yours Truly, Angry Mob 8. Arctic Monkeys - Favourite Worst Nightmare 9. Timbaland - Shock Value 10. Rihanna - Good Girl Gone Bad |